# 追分町 (八王子市)

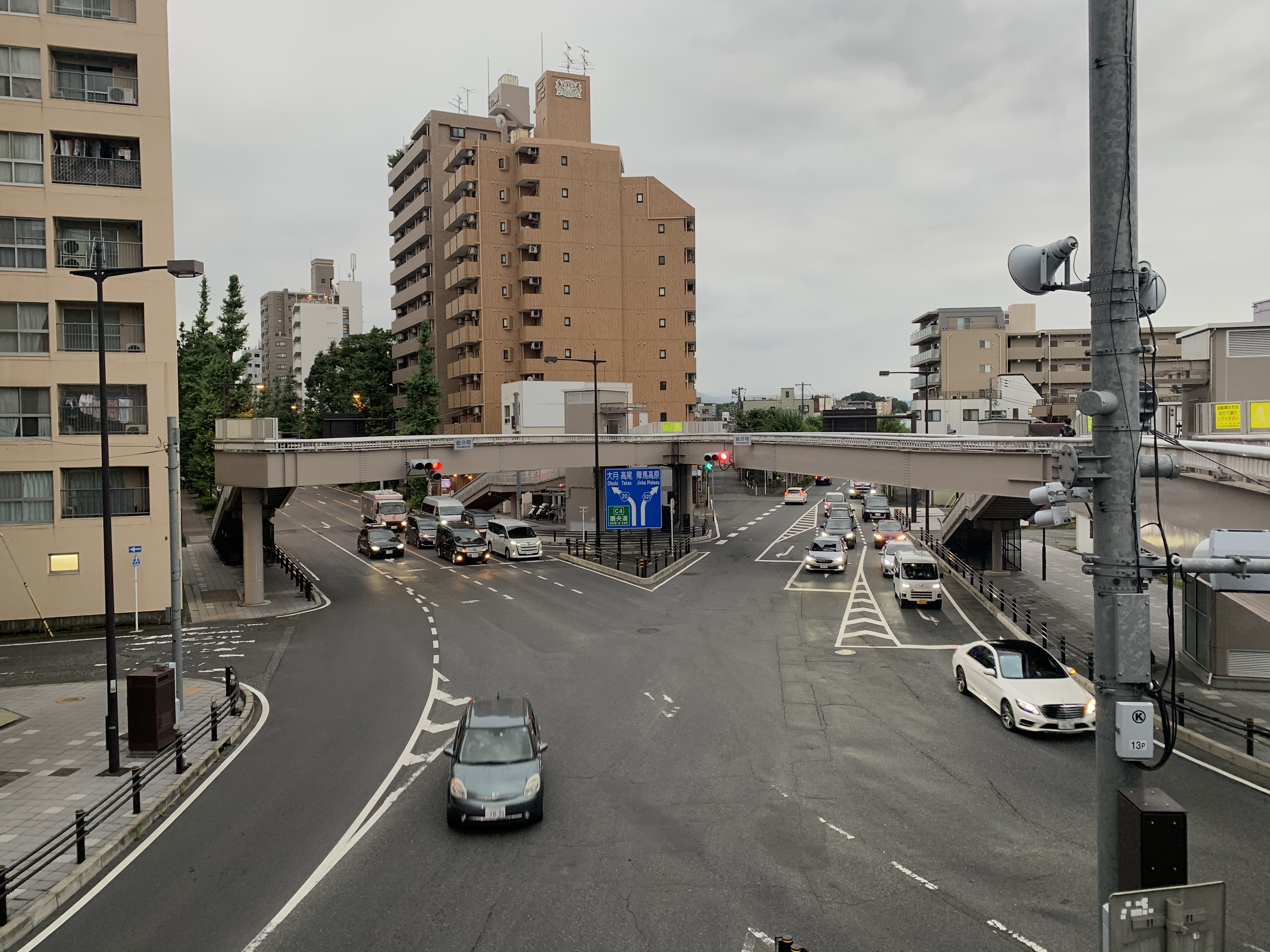
追分町交差点と2017年に完成した歩道橋（愛称：追分いちょう橋）

追分町（おいわけちょう）は、東京都八王子市の地名。丁番は持たない単独町名である。住居表示実施済み区域。郵便番号は192-0056（八王子郵便局管区）。

## 地理
東で八木町・小門町、西で日吉町・千人町、南で台町、西北で元本郷町と隣接する。中央の追分町交差点で、国道20号（甲州街道）と北大通り（八王子市道）が合流し、陣馬街道が分岐する。追分町交差点の八王子追分町郵便局脇には八王子千人同心屋敷跡の碑が、追分町交番脇には高尾・案下（陣馬）への道標の碑が建つ。また、同交差点より高尾町までの甲州街道沿いには、市天然記念物であるイチョウ並木が植栽されている。追分町交差点周辺に高層マンションが建設されている。

## 歴史

### 町名の由来
甲州街道と陣馬街道との追分があることに因む。町名改正の際、当時の八王子町側は「桜木町」とつけることを提案していたが、町内有志らは江戸期から名乗っていた「追分町」をそのまま残すことにして現在にいたっている。

### 沿革
- 1912年（大正元年）10月1日 - 八王子町千人町と元本郷町の一部が統合し、追分町となる。
- 1968年（昭和43年）5月1日 - 住居表示を実施。（旧）1～58番地を（新）1～23番地に変更。

## 世帯数と人口
2019年（令和元年）9月30日現在の世帯数と人口は以下の通りである。
| 町丁   | 世帯数  | 人口    |
| ------ | ------- | ------- |
| 追分町 | 941世帯 | 1,563人 |

## 小・中学校の学区
市立小・中学校に通う場合、学区は以下の通りとなる。
| 番地 | 小学校               | 中学校               |
| ---- | -------------------- | -------------------- |
| 全域 | 八王子市立第二小学校 | 八王子市立第四中学校 |

## 交通

### 道路・橋梁
- 国道20号（甲州街道）
- 神奈川県道・山梨県道521号佐野川上野原線・東京都道521号上野原八王子線（陣馬街道）

### バス
- 京王電鉄バス
  - 京王八王子駅 - 追分 - 館ヶ丘団地
- 西東京バス
  - 京王八王子駅 - 追分 - 宝生寺団地・恩方車庫・繊維団地・大久保
  - 京王八王子駅 - 追分 - 高尾駅南口
  - 京王八王子駅 - 追分 - 長房団地・城山手
- 神奈川中央交通
  - 八王子駅 - 追分 - 相模湖駅

## 施設
郵便局
- 八王子追分町郵便局

寺院
- 日朝寺